# Kočo Racin

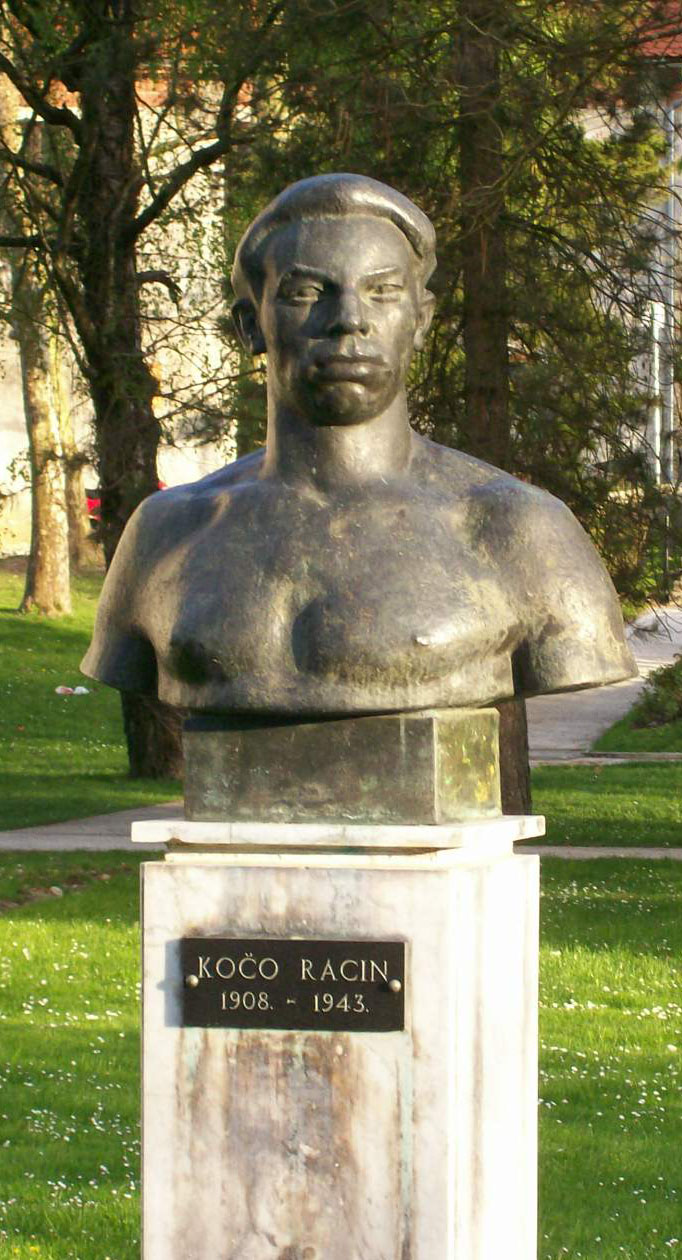
Racinova busta v Samoboru.

Kočo Racin (v makedonské cyrilici Кочо Рацин, 22. prosince 1908, Veles, Osmanská říše - 13. června 1943, Lopušnik, Srbsko) byl makedonský básník meziválečného období. Žil v Záhřebu, Bělehradu i ve Skopje. Aktivní byl především politicky jako komunista a to ovlivnilo i jeho tvorbu. V Racinových básních jsou často vidět prvky socialistického realismu. Je autorem básně Bílá svítání (makedonsky Бели мугри). Během druhé světové války se zapojil do partyzánského hnutí. Zahynul během nešťastné přestřelky poblíž partyzánské tiskárny u vrchu Lopušnica v Srbsku. V Severní Makedonii je považován za významného národního básníka 20. století.[zdroj?]